# Charlton (Massachusetts)
Charlton es un pueblo ubicado en el condado de Worcester en el estado estadounidense de Massachusetts. En el Censo de 2010 tenía una población de 12.981 habitantes y una densidad poblacional de 114,44 personas por km².

## Geografía
Charlton se encuentra ubicado en las coordenadas 42°8′2″N 71°58′5″O / 42.13389, -71.96806. Según la Oficina del Censo de los Estados Unidos, Charlton tiene una superficie total de 113.43 km², de la cual 109.25 km² corresponden a tierra firme y (3.69%) 4.18 km² es agua.

## Demografía
Según el censo de 2010, había 12.981 personas residiendo en Charlton. La densidad de población era de 114,44 hab./km². De los 12.981 habitantes, Charlton estaba compuesto por el 96.2% blancos, el 0.69% eran afroamericanos, el 0.18% eran amerindios, el 0.92% eran asiáticos, el 0.07% eran isleños del Pacífico, el 0.52% eran de otras razas y el 1.41% pertenecían a dos o más razas. Del total de la población el 2.88% eran hispanos o latinos de cualquier raza.